# شورش سامورایی
شورش سامورایی (به ژاپنی: 上意討ち 拝領妻始末 - Jōi-uchi: Hairyō tsuma shimatsu) فیلمی ژاپنی محصول ۱۹۶۷ به کارگردانی ماساکی کوبایاشی است. داستان آن دربارهٔ یک سامورایی در هنگام صلح در سال ۱۷۲۵ است که فرماندهٔ محافظان قلعه‌های یکی از دایمیوهای دوره توکوگاوا است. زن ارباب را به اجبار به ازدواج پسر او درمی‌آورند ولی پس از اتفاقاتی پشیمان شده و حال خواستار بازگشت آن زن می‌شوند؛ اما سامورایی عروس خود را پس نمی‌دهد. روحیه وفاداری تا آخرین لحظه منجر به اطاعت سامورایی از ارباب است اما در نهایت او در برابر این تصمیم ناعادلانه شورش می‌کند.

## جوایز
این فیلم جایزهٔ Fipresci Prize جشنواره فیلم ونیز سال ۱۹۶۷ را از آن خود کرد و در سال ۱۹۶۸ جایزهٔ بهترین کارگردانی، بهترین فیلم و بهترین فیلمنامه (شینوبو هاشیموتو) را در جایزهٔ کینما ژاپن برد. در سال ۱۹۶۸ جایزهٔ بهترین فیلم جایزه فیلم ماینچی را نیز گرفت.